# Wedendorf
Wedendorf ist ein Ortsteil der Gemeinde Wedendorfersee im Landkreis Nordwestmecklenburg in Mecklenburg-Vorpommern. Bis zum 1. Juli 2011 war der Ort eine eigenständige Gemeinde.

## Geografie
Der im Zentrum des Landkreises gelegene Ort Wedendorf ist 13 Kilometer von der Stadt Grevesmühlen, etwa 30 Kilometer von Lübeck und fünf Kilometer von der Kleinstadt Rehna entfernt. Das leicht hügelige Gebiet zwischen den Flüssen Radegast und Stepenitz erreicht etwa 75 m ü. NN. Der Wedendorfer See trennt Wedendorf vom Nachbarort Köchelstorf.

## Geschichte

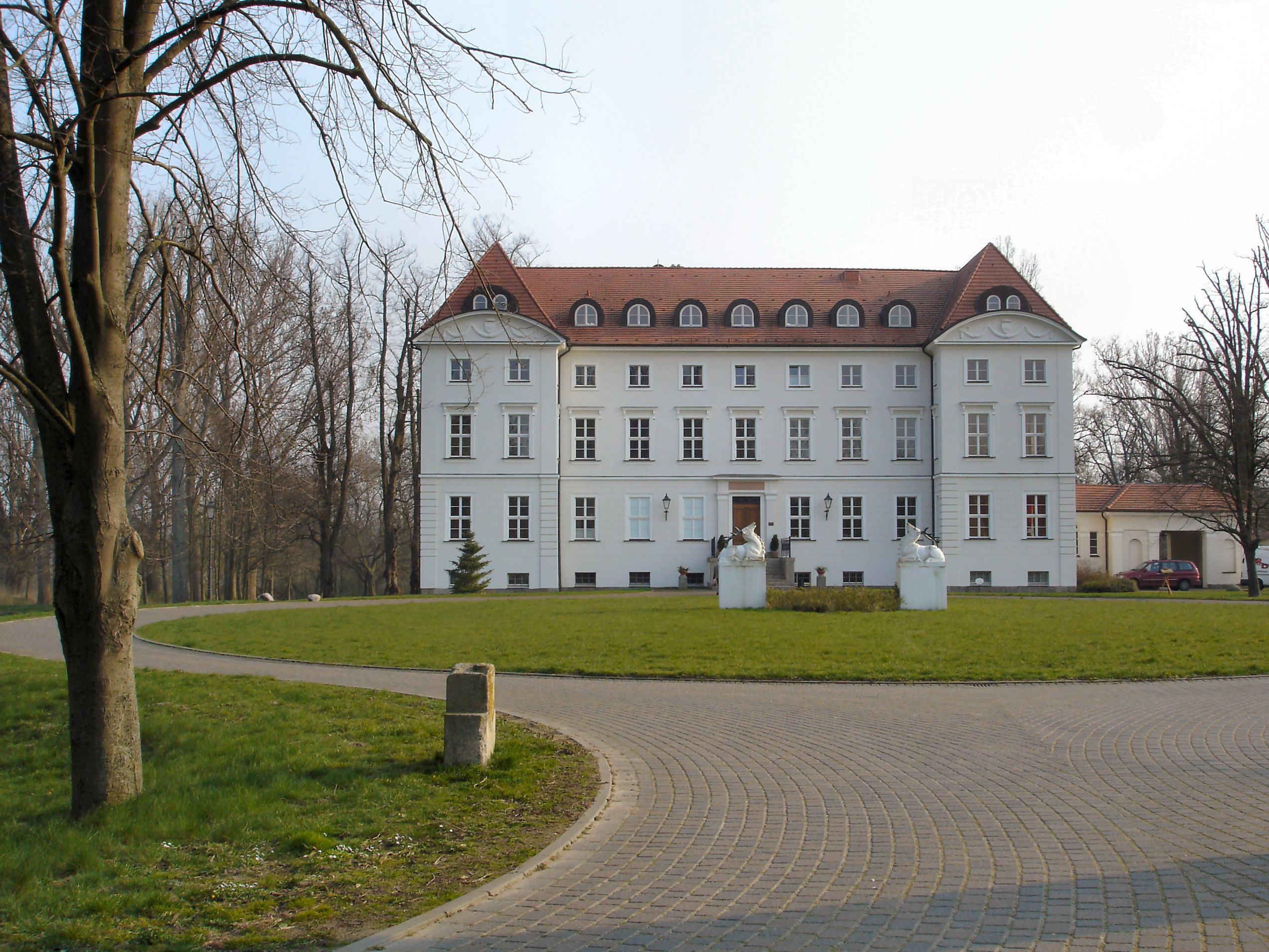
Schloss Wedendorf

### Rittergut Wedendorf
Das Gut war von 1255 bis 1679 im Besitz der Familie von Bülow. 1679 erwarb Andreas Gottlieb von Bernstorff das Gut vom Rittmeister August von Bülow.
Zum Zeitpunkt des Erwerbes von Wedendorf war Andreas Gottlieb von Bernstorff Fürstlich-Braunschweigisch-Lüneburgischer Geheimer Rat, später Hannoverscher Minister und erster Leiter der Deutschen Kanzlei unter König Georg I. von England. 1715 erhielt er durch Kaiser Karl VI. die Freiherrnwürde.
1697 ließ er das Schloss bauen. Der Name des Baumeisters ist nicht überliefert, doch ein Aufriss (Bleistiftzeichnung) der Hoffront ist erhalten geblieben. Es war ein zweigeschossiger Bau mit dreigeschossigen Seitenflügeln und einem abgewalmten Mansarddach. Eine Freitreppe führte zum Hauptportal, das durch Pilaster und Segmentgiebel dekorativ betont war. Das Schloss liegt am Wedendorfer See, an dessen gegenüberliegendem Ufer Andreas Gottlieb 1690 das Dorf Groß Hundorf erworben hatte.

### Schloss Wedendorf
Schloss Wedendorf wurde bis 1810 für den preußischen Kammerherrn und Legationsrat Ernst Graf Bernstorff zu einem klassizistischen, dreigeschossigen Herrenhaus nach Plänen von Martin Friedrich Rabe umgebaut. Verändert wurden die Fassadengliederung und die Raumaufteilung.
Die Innenmalereien führte 1818 der italienische Kunstmaler Giuseppe Anselmo Pellicia aus.
Ein großes Interesse hatten die Grafenfamilien von Bernstorff an dem seit 150 Jahren gesammelten Bücherbestand in der im Wedendorfer Schloss vorhandenen Bibliothek. Waren es 1807 etwa 2500 Bände, 1840 waren schon 4700 Bände vorhanden und 1897 war der Bestand auf 6300 angewachsen. Sie wurden alle 1905 katalogisiert und sind in einem Bücherverzeichnis enthalten. Zum Thema Landwirtschaft mit 1419 Buchtiteln standen immerhin 116 Werke der Baukunst gegenüber.
1931 musste von Bernstorff den Besitz an die Mecklenburger Landgesellschaft verkaufen, die das Land aufsiedelte und das Herrenhaus an den Lübecker Kaufmann und Konsul Fritz Hagen, weiterveräußerte.
Nach dem Zweiten Weltkrieg diente das Schloss als Flüchtlingsunterkunft, dann als Zentralschule und 1977 übernahm der FDGB das Schloss als Schulungsstätte.
Der Umbau zu einem Hotel wurde 1996 vorgenommen.

### Gemeindefusion
Die ehemalige Gemeinde Wedendorf, zu der auch die Ortsteile Kasendorf (eingemeindet am 1. Juli 1950) und Kirch Grambow gehörten, ging durch eine Fusion mit Köchelstorf am 1. Juli 2011 in der neuen Gemeinde Wedendorfersee auf.

## Verkehrsanbindung
Verbindungsstraßen führen von Wedendorf in die Kleinstadt Rehna, nach Gadebusch (10 km) und in die Stadt Grevesmühlen. Ab Rehna besteht Bahnanschluss (Bahnstrecke Schwerin–Rehna).

## Persönlichkeiten
- Jacob Christoph Rudolph Eckermann (1754–1837), evangelischer Theologe und Hochschullehrer an der Universität Kiel
- Christian Joachim Hugo von Bernstorff (1834–1901), Rittmeister, Klosterhauptmann und Klosterbesitzer
- Wilhelm von Müffling (1839–1912), Jurist, preußischer Landrat und Polizeipräsident
- Jürgen von Flotow (1902–1976), Gutsbesitzer, Anwalt, Journalist, in Wedendorf geboren